# Comprensione di lista
Una comprensione di lista (in inglese: list comprehension) è un costrutto sintattico disponibile in alcuni linguaggi di programmazione per creare una lista basandosi su altre liste. Segue la forma della notazione matematica set-builder notation come distinta dall'uso di funzioni map e filter.

## Esempi

### Python
Python ha una sintassi per le comprensioni di lista.
```
S
 
=
 
[
2
*
x
 
for
 
x
 
in
 
range
(
101
)
 
if
 
x
**
2
 
>
 
3
]

```

Un'espressione generatrice può essere usata in Python 2.4 e superiori per raggiungere l'equivalente funzionale con S usando un generatore per iterare una lista infinita.
```
from
 
itertools
 
import
 
count

S
 
=
 
(
2
*
x
 
for
 
x
 
in
 
count
()
 
if
 
x
**
2
 
>
 
3
)

```

### Haskell
Il linguaggio di programmazione Haskell ha una sintassi per la comprensione di lista molto simile alla notazione matematica per la creazione degli insiemi.
```
s
 
=
 
[
2
*
x
 
|
 
x
 
<-
 
[
1
..
101
],
 
2
*
x
 
>
 
3
]

```

Questa istruzione crea l'insieme di tutti i numeri pari contenuti nell'intervallo {\displaystyle [4,202]}, ma naturalmente si possono esprimere insiemi infiniti come l'insieme di tutti i multipli di 13:
```
s
 
=
 
[
13
*
x
 
|
 
x
 
<-
 
[
1
..
]]

```

e sfruttando la valutazione lazy di Haskell prenderne in un secondo momento una porzione finita,
```
take
 
100
 
s

```